# Solomon Bandaranaike
Solomon West Ridgeway Dias Bandaranaike (Cingalais:සොලමන් වෙස්ට් රිජ්වේ ඩයස් බණ්ඩාරනායක, Tamoul:சாலமன் வெஸ்ட் ரிச்சர்ட் டயஸ் பண்டாரநாயக்கா, également nommé S.W.R.D. Bandaranaike), né le 8 janvier 1899 à Colombo, Ceylan et mort le 26 septembre 1959  dans la même ville.
Il est le quatrième premier ministre de Ceylan du 12 avril 1956 jusqu'à son assassinat le 26 septembre 1959,.

## Biographie

### Jeunesse
Né à Colombo, dans la colonie britannique située sur l'île de Ceylan, Bandaranaike naît dans une riche famille autochtone cinghalaise de confession anglicane et participant à l'administration locale. Son père, Solomon Dias Bandaranaike le Maha, est Mudaliyars (en) et sa mère, Daisy Ezline Obeyesekere, est la fille de Solomon Christoffel Obeyesekere, membre du conseil législatif de Ceylan. Solomon père nomme son fils d'après le gouverneur de Ceylan West Ridgeway, parrain de l'enfant.
Il reçoit une éducation à domicile dans sa demeure de Horagolla Walauwa à Attanagalla (en) par Henry Young, un précepteur anglais de Nuwaraeliya. Ensuite, il est inscrit dans l'établissement S. Thomas' College (en) de Modara (en). Résidant chez le révérend William Arthur Stone il réussit le concours d'entrée de Cambridge avec les mentions en anglais, latin, grec et français et finit deuxième de sa promotion dans l'Empire britannique cette année-là. Il étudie également au collège Christ Church de l'université d'Oxford, où il étudie la philosophie, la politique et l'économie. Il termine et obtient son diplôme avec mention en 1923. À Oxford, il est secrétaire de l'Oxford Union et président de la Majlis Society où il a pour contemporain Anthony Eden. En 1924, il est reçu au barreau en tant que membre de l'Honourable Society of the Inner Temple. À son retour à Ceylan, il prête serment en tant qu'avocat à la cour suprême de son pays d'origine.

### Carrière politique

#### Politique municipale
Se lançant dans une carrière politique, il est élu président du comité du village de Nittambuwa (en). Il devient ensuite président du Ceylon National Congress (en) en 1926 et, en décembre de la même année, est élu conseiller du Maradana (en) au conseil municipal de Colombo face à A. Ekanayake Gunasinha (en).

#### Conseil d'État

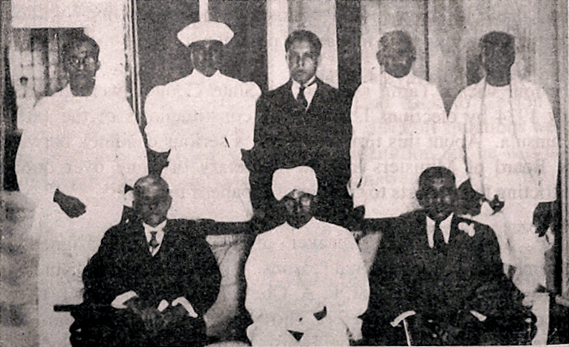
Deuxième Conseil des ministres de Ceylan. Bandaranaike est debout dans le coin gauche.

Suivant l'implantation de la constitution Donoughmore (en), le Conseil d'État de Ceylan est établie sur l'île avec des membres élus au suffrage universel. Bandaranaike se présente et est élu sans opposition dans Veyangoda lors de l'élection de 1931 dans la 1er conseil d'État. Il siège au conseil exécutif sous la présidence de Charles Batuwantudawe (en). Réélu à nouveau sans opposition en 1936, il est nommé ministre de l'Administration locale. En tant que ministre, il préside aussi le comité exécutif.

#### Sinhala Maha Sabha
Afin de promouvoir la culture singhalaise et l'intérêt de sa communauté, il fonde la Sinhala Maha Sabha (en) en 1936. Il introduit le Free Lanka Bill au conseil d'État en 1945. En 1947, le leader de la chambre, Don Stephen Senanayake, présente la commission Soulbury (en), et la motion faisant du Sinhala Maha Sabha le parti principal de conseil d'État est secondé par Bandaranaike.
Avec l'atteinte de l'indépendance en 1947, Senanayake invite Bendaranaike à associer son parti avec d'autres partis mineurs dans le Parti national uni en vue de l'élection de 1947. Bendaranaike accepte et dissous le Sinhala Maha Sabha.

#### Premier cabinet

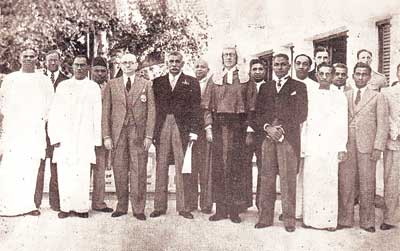
Le premier Cabinet des ministres de Ceylan. Bandaranaike est au premier rang, deuxième en partant de la gauche.

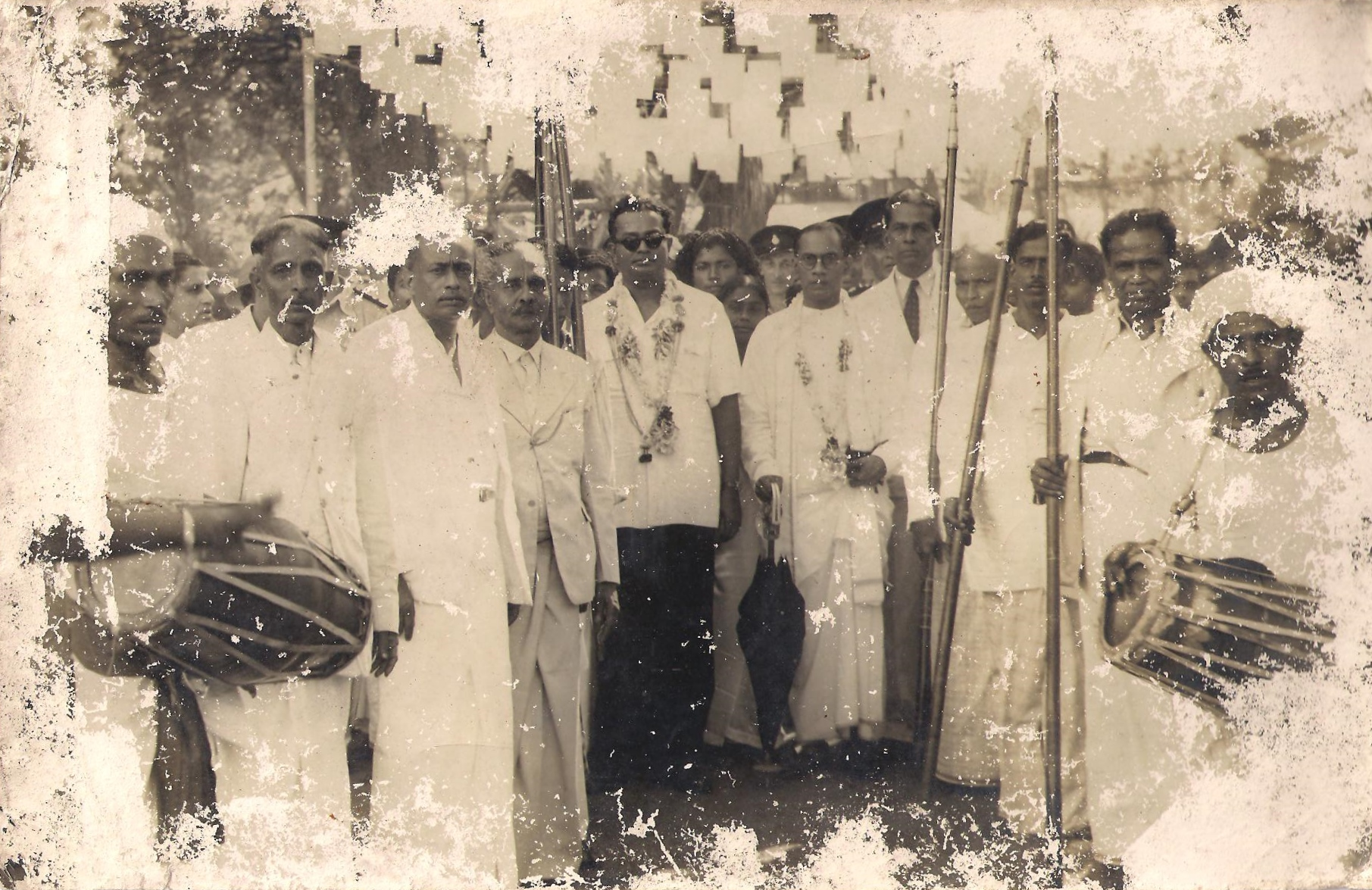
Bandaranaike à Kandy en tant que ministre de la Santé et du Gouvernement local.

Remportant la première élection dans la circonscription d'Attanagalla (en), il est nommé ministre de la Santé, ainsi que Leader de la chambre (en). Ceci en fait alors le second dans la hiérarchie après le premier ministre Senanayake. En février 1948, il prononce un discours de remerciement reconnaissant l'indépendance de Ceylan obtenue des Britanniques.
Durant les années qui suivent et tant que Leader de la chambre, il supporte les législations dont la Ceylon Citizenship Act (en) en 1948, ainsi que la Indian and Pakistani Residents (Citizenship) Act No.3 de 1949 qui retire la citoyenneté aux Tamouls indiens. Il initie  plusieurs projets de loi en tant que ministre de la Santé afin d'agrandir des hôpitaux et l'amélioration de la médecine ayurveda. Il assiste à la troisième Assemblée mondiale de la santé de Genève en mai 1950 en tant que délégué en chef de Ceylan. Cependant, il commence à se sentir en désaccord avec la politique de Senanayake, mais, lorsqu'il est apparu que ce dernier considérait prendre une retraite anticipé, Bendaranaike est pressentie pour lui succéder au poste de premier ministre.

#### Sri Lanka Freedom Party
En juillet 1951, Bandaranaike démissionne du gouvernement pour siéger dans l'opposition avec ses anciens collègues du Sinhala Maha Sabha. Il forme ensuite le Parti de la liberté du Sri Lanka (SLFP) avec une rencontre inaugurale à l'Hôtel de ville (en) de Colombo en septembre 1951.
En mars 1952, Senanayake tombe de son cheval durant une promenade à la suite d'un accident vasculaire cérébral et décède le lendemain. Alors que John Kotelawala devait lui succéder, c'est le fils du défunt, Dudley Senanayake, ministre de l'Agriculture, qui est nommé premier ministre par le gouverneur général Lord Soudbury.

#### Chef de l'opposition
Senanayake déclenche rapidement l'élection de 1952 et Bandaranaike devient chef de l'opposition officielle. Les troubles nommés Hartal (en) en 1953 entraîne la démission de Senanayake et son remplacement par Kotelawala.

### Premier ministre
Entre 1952 et 1956, Bandaranaike travaille à consolider son parti et faire une coalition avec des groupes marxistes pour former le Mahajana Eksath Peramuna (en). Lors de l'élection de 1956, son parti remporte la victoire et les deux tiers des sièges au parlement. Bandaranaike est appelé à former le gouvernement. Il forme son cabinet avec plusieurs membres du parti.

#### Politique linguistique
Une de ses principales promesses durant l'élection était la mise en place de la Official Language Act (No. 33 of 1956). L'acte fait du singhalais la langue officielle du pays en remplacement de l'anglais. Son adoption crée immédiatement des troubles avec la minorité tamoule srilankaise. Des protestations amènent à des manifestations sanglantes en 1956 et en 1958. En septembre 1958, le Tamil Language (Special Provisions) Act  est adopté pour remédier aux effets négatifs de la Official Language Act. Malgré tout, il ne parvient pas à contenir les troubles lors des massacres anti-tamouls de 1958. Les tribulations linguistiques subséquentes entraîneront la guerre civile du Sri Lanka entre 1983 et 2009.

#### Politique étrangère
Bandaranaike s'implique activement dans la politique extérieure de son pays en ouvrant des relations diplomatiques avec la République populaire de Chine, avec l'Union soviétique et avec les pays du bloc de l'Est. Il entretient une relation amicale et personnelle avec Jawaharlal Nehru et Zhou Enlai. Il abroge également l'accord de défense entre le Royaume-Uni et Ceylan en 1947 et demande le retrait des bases militaires britanniques aériennes de RAF Negombo et RAF China Bay (en), ainsi que navale de Trinquemalay. Ceci entraîne une perte de plusieurs emplois et fait de Ceylan un pays dépendant de l'Inde pour assurer sa sécurité. En 1957, il signe le pacte Bandaranaike–Chelvanayakam (en) avec le chef du principal parti tamoul, mais est forcé de retirer sa signature en 1958 sous la pression de l'aile droite de son parti.

#### Politique économique
Plusieurs réformes socialistes selon le modèle anglo-saxon sont appliquées sur l'île avec des nationalisations, des réformes sur le travail et l'augmentation des salaires. L'adoption du Paddy Lands Bill est mis application afin de protéger les fermiers, l'établissement du fonds Employees' Provident Fund (en) et de la May Day comme jour férié. En 1958, il nationalise les compagnies de transport par autobus pour former la Sri Lanka Transport Board (en), ainsi que le port de Colombo pour former la Ceylon Shipping Corporation. Ces réformes n'apportent cependant que de maigres bénéfices face aux problèmes économiques auxquels est confronté le pays.

#### Politiques nationales
Bandaranaike initie des réformes pour abolir le Ceylon Civil Service (en), hérité de l'ère coloniale, et le remplacer par le Ceylon Administrative Service (en). Avec l'adoption du singhalais comme langue officielle, plusieurs fonctionnaires optent pour une retraite anticipée. Il suspend aussi les titres d'honneurs britannique et promulgue la suspension de la peine capitale avec le Capital Punishment Act No 20 en mai 1958.

#### Grèves et crise ministérielle
Tôt en 1959, une crise ministérielle débute à la suite des démissions de Philip Gunawardena (en) et William de Silva (en). Des grèves éclatent aussi au Port de Colombo (en) paralysant les importations et exportations dans le pays en 1959. Bandanaraike réclame l'intervention de la police contre les syndicats, mais l'ordre est refusé par l'Inspector General of Police (en) Osmund de Silva (en) puisque jugé illégal. En avril 1959, de Silva est limogé et remplacé par M. Walter F. Abeykoon (en), partenaire de bridge de Bandaranaike au Orient Club (en),,,.

### Assassinat

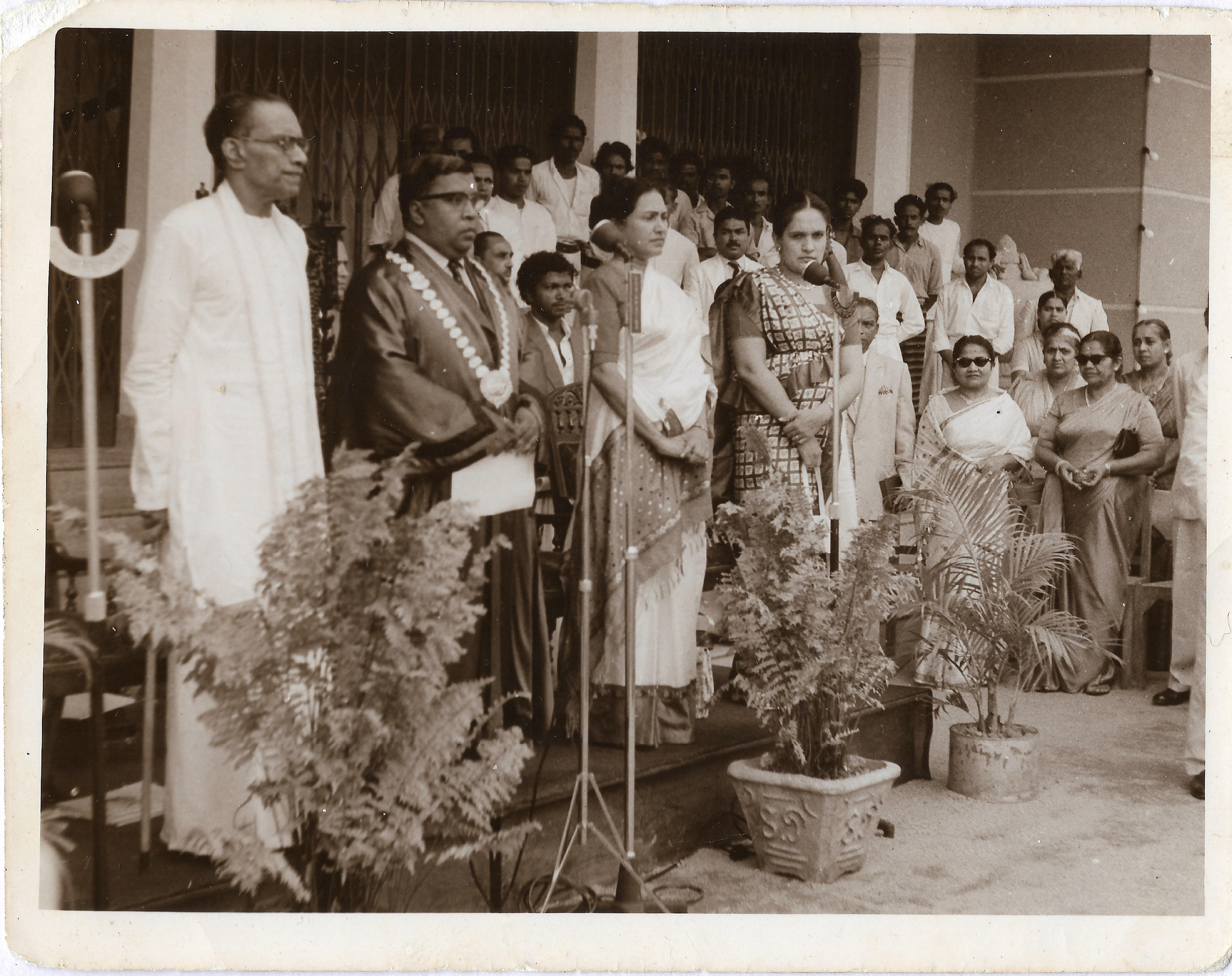
Bandaranaike avec Srimavo et le 23 septembre 1959 à Kandy, deux jours avant son assassinat.

En septembre 1959, Bendaranaike meurt à l'Hôpital général de Colombo (en) des suites des coups de feu tirés par le moine bouddhiste Talduwe Somarama (en),,.

## Famille
En 1940, il épouse Sirimavo Bandaranaike, fille de Barnes Ratwatte (en), occupant la charge de Rate Mahatmaya (en) à Balangoda (en). Les Ratwatte font partie du groupe Radala (en) originaires du royaume de Kandy. Sirimavo reprend les activités politiques de son mari à la suite de son assassinat et devient première ministre de Ceylan en juillet 1960. Elle est la première femme au monde à occuper un poste de chef de gouvernement.
Sa fille Chandrika Kumaratunga devient aussi première ministre, ainsi que présidente du pays.
Il a deux sœurs, Alexandra Camelia et Anna Florentina. Forester Obeysekera (en) est son oncle maternel.

## Héritage
Figure à la fois respectée et controversée, il est considéré avoir initié les tensions raciales sur l'île avec la mise en place de ses politiques pro-cinghalaise.
Néanmoins plusieurs monuments et infrastructures sont nommés en son honneur dont:
- Un buste en bronze sculpté par Lev Kerbel et exposé à Galle Face Green donné par l'URSS en juillet 1976[20].
- Le Bandaranaike Memorial International Conference Hall (en) et le S W R D Bandaranaike Museum donnés par la République populaire de Chine en 1970[21].
- L'Aéroport international Bandaranaike, premier aéroport international de Ceylan, ouvert en 1970.

## Honneur
- LLD (honorique) – Université de Ceylan (en)

## Résultats électoraux
| Élection            | Circonscription  | Parti | Parti                            | Votes           | Résultat |
| ------------------- | ---------------- | ----- | -------------------------------- | --------------- | -------- |
| Conseil d'État 1931 | Veyangoda        |       | Indépendant                      | Sans opposition | Élu      |
| Conseil d'État 1936 | Veyangoda        |       | Indépendant                      | Sans opposition | Élu      |
| Législative 1947    | Attanagalla (en) |       | Parti national uni               | 31 463          | Élu      |
| Législative 1952    | Attanagalla (en) |       | Parti de la liberté du Sri Lanka | 38 478          | Élu      |
| Législative 1956    | Attanagalla (en) |       | Parti de la liberté du Sri Lanka | 45 016          | Élu      |